# Нієншанц
Нієншанц (швед. Nyenskans, фін. Nevanlinna, рос. Ниенша́нц Nienschanz), також відомо як Нієн (Nien) або Канці (Kantsy), — історична шведська фортеця, побудована в 1611 р. у гирлі річки Неви у Шведській Інгрії на місці сучасного Санкт-Петербургу, Росія.

## Історія
Офіційно фортеця була відома як Nyenskans. Nyen — шведська назва річки Нева, skans — за шведською «бастіон». Нієншанц — німецька вимова Nyenskans. Неподалік фортеці Ньєнсканс незабаром розвинулося поселення Ньєн, якому було надано статус міста, і воно стало адміністративним центром шведської Інгрії в 1642 році. За даними церковних записів, населення міста складалося в основному з фінів, шведів та німців.
В 1656 р. московські війська спалили місто, адміністративний центр перенесли до Нарви. Важливий шведський ринок Ньєн спалили в 1702 році.
1 травня 1703 р. під час інгрійської кампанії Великої Північної війни фортецю Ньєнскан взяв Петро І і перейменував на Шлотбург (Шлотбурґ) (або Слотебург)
Перейшовши під московське панування, фортеця функціонувала лише короткий час. Незабаром Петро І заснував фортецю та місто Санкт-Петербург біля фортеці Нієншанц. За декілька років фортецю було демонтовано.